# واکنش دوگانه (فیلم ۲۰۰۱)
واکنش دوگانه (انگلیسی: Double Take) یک فیلم سینمایی آمریکایی کمدی اکشن و فیلم زوج هنری به کارگردانی جورج گالو محصول سال ۲۰۰۱ که با بازی ادی گریفن و اورلاندو جونز همراه است. همچنین بازیگران مکمل این اثر ادوارد هرمان، گری گروبز، گارسل بووی و دانیال روبوک می‌باشند.

## داستان
مردی که در حال فرار از دست عوامل CIA است، پاسپورت مرد دیگری را میدزدد، اما او خبر ندارد که این پاسپورت متعلق به یک کلاهبردار است…

## دیدگاه منتقدین
این فیلم بیشتر نقدهای منفی دریافت کرد. 